# Народна скупштина Краљевине СХС 1923—1924.
Редовни сазив Народне скупштине Краљевине Срба, Хрвата и Словенаца за 1923/1924. годину је одржан од 20. октобра 1923. до 27. маја 1924.

## Редовни сазив за 1923/1924.
Народна скупштина изабрана на изборима од 18. марта 1923. године састала се y први редован сазив 20. октобра 1923. За председника Скупштине био је изабран Љуба Јовановић, за I потпредседника Љуба Бакић, за II потпредседника Михаило Ранковић, a за секретаре Стјепо Кобасица, Драган Бојовић, др. Јанко Шијачић и Димитрије Он. Поповић. 23. јануара 1924. часништво је било измењено утолико што је на место Михаила Ранковића, који је поднео оставку на положај II потпредседника био изабран Милутин Драговић. Скупштинско часништво, као и y прошлом ванредном сазиву, припадало је Народној радикалној странци.
Седнице y овоме сазиву отворене су 23. октобра, читањем указа. Скупштина је после тога извршила избор сталних скупштинских одбора, па је прешла на законодавни рад. У току тога рада поднесена је и оптужба против министра правде др. Лазара Марковића, по закону о министарској одговорности, која је решена простим прелазом на дневни ред.
10. марта 1924. саопштено је на скупштинској седници да су двадесет народних посланика Хрватске сељачке републиканске странке, на челу са Павлом Радићем и Влатком Мачеком, поднели посланичка пуномоћства на верификацију. За то време шеф Хрватске сељачке републиканске странке Стјепан Радић налазио се y иностранству, a y његову одсуству вођени су преговори између Југословенске демократске странке којој је на челу био Љубомир Давидовић, и Хрватске сељачке републиканске странке, о образовању једног ширег демократског опозиционог блока, коме би Хрватска републиканска сељачка странка требало да да подршку на тај начин што би се одлучила на прекидање парламентарне апстиненције a њени посланици дошли y Народну скупштину. За време трајања тих преговора избила је дуга политичка криза па је влада Николе Пашића поднела оставку, да би Круни дала могућност широких консултовања. У току те кризе и остали посланици, чланови Хрватске републиканске сељачке странке, поднели су своја пуномоћства, сем Стјепана Радића, који се непрестано налазио y иностранству.
У току акције која је вођена за постизање споразума између Хрватске сељачке и Југословенске демократске странке, дошло је до цепања Југословенске демократске странке, из које се издвојио Светозар Прибићевић са својим друговима. Прибићевић и другови организовали су Самосталну демократску странку, a њихов клуб y Народној скупштини бројао је 25 народних посланика који су заузели отсудно противан став према воћству Демократске странке y питању споразумевања са Хрватском републиканском сељачком странком. Напослетку је криза кабинета решена на тај начин што је владу поново образовао Никола Пашић, сада y заједници са самосталним демократима које је предводио Светозар Прибићевић. („Национални блок"). Образовање нове владе Николе Пашића саопштено је Народној скупштини 26. маја 1924, када је настављен рад на верификацији мандата Хрватске републиканске сељачке странке.
По питању верификације тих мандата, Верификациони одбор поделио се на већину и мањину, које су заступале два сасвим опречна гледишта. Мањина, коју су чинили радикали и самостални демократи, дакле групе Националног блока, налазила је да мандате не треба верификовати, док је предлог већине, коју су сачињавале све странке опозиције, тражио да се мандати верификују сви без изузетка. Дискусија по томе питању била је врло оштра, и она се напослетку завршила тиме што је на седници од 27. маја 1924. др. Едо Лукинић, y име Самосталне демократске странке, прихватио предлог већине Верификационог одбора, a то странка чини само стога „...да одбије од себе сваку сенку сумње да спречава било чиме макар и незнатне и неискрене покушаје на путу парламентарне политике, на који смо посланике Хрватске републиканске сељачке странке одувек стално упућивали."
После тога Скупштина је једногласно верификовала мандате чланова Хрватске сељачке странке, изузев оне чији се чланови нису појавили y Народној скупштини, па је извршена Уставом прописана заклетва нових посланика. По изричитом тражењу чланова ХРСС, заклетва је извршена y сали пленума, за време прекида седнице.
Указом од 27. маја 1924. закључен је овај скупштински сазив, читањем указа, којим је Народна скупштина сазвана y редован сазив за 20. октобра 1924.

### Донети закони
У току овога редовног сазива Народна скупштина донела је ове законе: закон о државној трошарини; закон о конвенцији о скидању секвестра са Аустријом; буџетске дванаестине за јануар, фебруар и март 1924; закон о зајму y износу од 300.555.000 франака; закон о споразуму о Ријеци, између Југославије и Италије; закон о Хипотекарној банци; закон о признању година службе лекарима, проведеним y рату; закон о уређењу правних односа са Чехословачком; закон о конвенцији о лекарској помоћи са Пољском; закон о протоколу о дефинитивном разграничењу са Румунијом; Финансијски закон за 1924/1925; буџет прихода и расхода за 1924/1925; закон о конвенцијама односно земљишта дипломатских зграда бивше Аустро Угарске; закон о конвенцијама са Бугарском; уговор о трговини и пловидби са Јапаном; и закон о Међународној поштанској конвенцији.